# JetB
JetB株式会社（ジェットビー、英称：JetB Co.,Ltd.）は、東京都新宿区にあるAI関連プロダクトの開発・販売、Webサイトの企画、制作、CMS構築および開発、Webマーケティング支援、Webサイト制作マッチングサービスの運営などを行う企業。

## 概要
2014年3月設立。小規模事業者向けの Web制作及びWebプロモーション支援事業を行う。経済産業省 IT 支援事業者に認定企業として2017年には、サービス品質を「見える化」 するための規格認証制度「おもてなし規格認証」(経済産業省創設) で、IT 関連企業で国内初の金認証を取得。2023年からはAI関連事業も開始。生成AIを活用したSaaSプロダクト「うちのAI」や「Our AI面接」の開発から、生成AI企業研修サービス「AI Switch」などAI分野の幅広い事業を展開。また、LLMO（AIO）に最適化された特許取得のCMSである「JetCMS」や、AIライティングツール「うちのライター」の開発・提供を通して生成AIを活用したコンテンツマーケティング支援も行う。AIにWeb発注相談ができるWeb媒体「優良WEB」の運営も行なっている。

## 沿革
- 2014年
  - 3月4日       -     JetB株式会社設立
  - 3月19日     -    経済産業省「地域需要創造型等起業補助金」採択（地域3-2-791 ）
  - 3月30日     -    「JetCMS」リリース　
  - 4月1日       -    神奈川県川崎市中原区中丸子にて事業開始
- 2016年
  - 2月8日       -    本社を神奈川県川崎市中原区上小田中へ移転
- 2017年
  - 8月20日     -    サービス等生産性向上ＩＴ導入支援事業費補助金におけるIT導入支援事業者に認定（SIT29-0004757）
  - 9月15日     -    経済産業省創設（一般社団法人サービスデザイン推進協議会）「おもてなし規格認証2017」金認証認定
- 2018年
  - 8月31日     -    経済産業省創設（一般社団法人サービスデザイン推進協議会）「おもてなし規格認証2018」金認証認定
  - 9月12日     -    CMS技術に関連する技術で特許出願（出願番号：特願2018-170196）
  - 9月25日     -    本社を東京都渋谷区桜丘町へ移転
- 2019年
  - 3月13日     -    特許出願技術に関連したCMS「JetCMS 地域王」をリリース
- 2020年
  - 4月1日     -    「STORES」との協業を開始
- 2021年
  - 4月6日       -    本社を東京都新宿区新宿へ移転
- 2022年
  - 7月7日       -    日本最大級のホームページ制作会社検索サイト「優良WEB」を公開
- 2022年
  - 11月15日       -    CMS技術に関連する技術で特許取得（特許番号：特許第7168975号）
- 2023年
  - 7月3日       -    「Jet CMS」をAI搭載のCMSにリニューアル
- 2023年
  - 9月1日       -    「優良WEB」にて「Web発注無料相談サービス」をリリース
- 2023年
  - 10月25日       -    AIチャットボットサービス「うちのAI」をリリース
- 2024年
  - 4月1日       -    SEOに強いAIライティングツール「うちのライター」をリリース
- 2024年
  - 7月16日       -    AI人材の育成を加速させるAI研修サービス「AI Switch」をリリース
- 2024年
  - 11月1日       -    アバター対話形式のAIチャットボットサービス「うちのAI Avatar」をリリース
- 2024年
  - 11月1日       -    「うちのAI Avatar」のリリースに伴い「うちのAI」を「うちのAI Chat」に名称変更
- 2025年
  - 1月14日       -    AI面接ツール「Our AI面接」をリリース
- 2025年
  - 6月19日       -    株式会社ニコンの3Dアバター技術を使用した新サービス「うちのAI × Nikon3D」をリリース

## 事業内容
- AIプロダクトの企画・開発および販売
- AI研修・コンサルティングサービスの提供
- ウェブサイトの企画、制作業務
- CMS構築および開発
- Webメディア運営
- ウェブマーケティング業務
- コンテンツマーケティング支援